# Нижні Черні
Нижні Черні (рос. Нижние Черни) — хутір у Котельніковському районі Волгоградської області Російської Федерації.
Населення становить 379  осіб. Входить до складу муніципального утворення Пимено-Чернянське сільське поселення.

## Історія
Хутір розташований у межах українського історичного та культурного регіону Жовтий Клин.
Згідно із законом від 14 березня 2005 року № 1028-ОД органом місцевого самоврядування є Пимено-Чернянське сільське поселення.

## Населення
| 1859 | 1897 | 1915 | 2010 |
| ---- | ---- | ---- | ---- |
| 294  | ↗452 | ↘406 | ↘379 |